# Orchis algeriensis
Orchis algeriensis är en orkidéart som beskrevs av Brigitte Baumann och Helmut Baumann. Orchis algeriensis ingår i släktet nycklar, och familjen orkidéer.
Artens utbredningsområde är Algeriet. Inga underarter finns listade i Catalogue of Life.